# Église Saint-Jean-Baptiste de Magneux
L'église de Magneux est une église gothique construite au XVe siècle, dédiée à saint Jean-Baptiste et située dans la Marne.

## Historique
L’église est inscrite aux monuments historiques en 1920. C'est une église du XVe siècle – XVIIe siècle associant deux constructions de style différent :
La nef, très rustique voir démunie avec son plafond de bois, éclairée de part et d’autre par quatre fenêtres basses et étroites.

## Description
L'église présente un transept et un chevet octogonal à pans coupés, large et éclairé, de style flamboyant qui tranche radicalement avec la nef. Les piliers sont surmontés de chapiteaux assez naïfs de motifs divers ; feuillage, vignes, personnages allongés supportant un écusson à tête de mort. Les cloches sont intégrées dans un clocher-mur qui n'est pas courant dans la région.
Une belle verrière se remarque dans le transept sud, qui fait regretter les vitraux détruits lors de la Première Guerre mondiale.

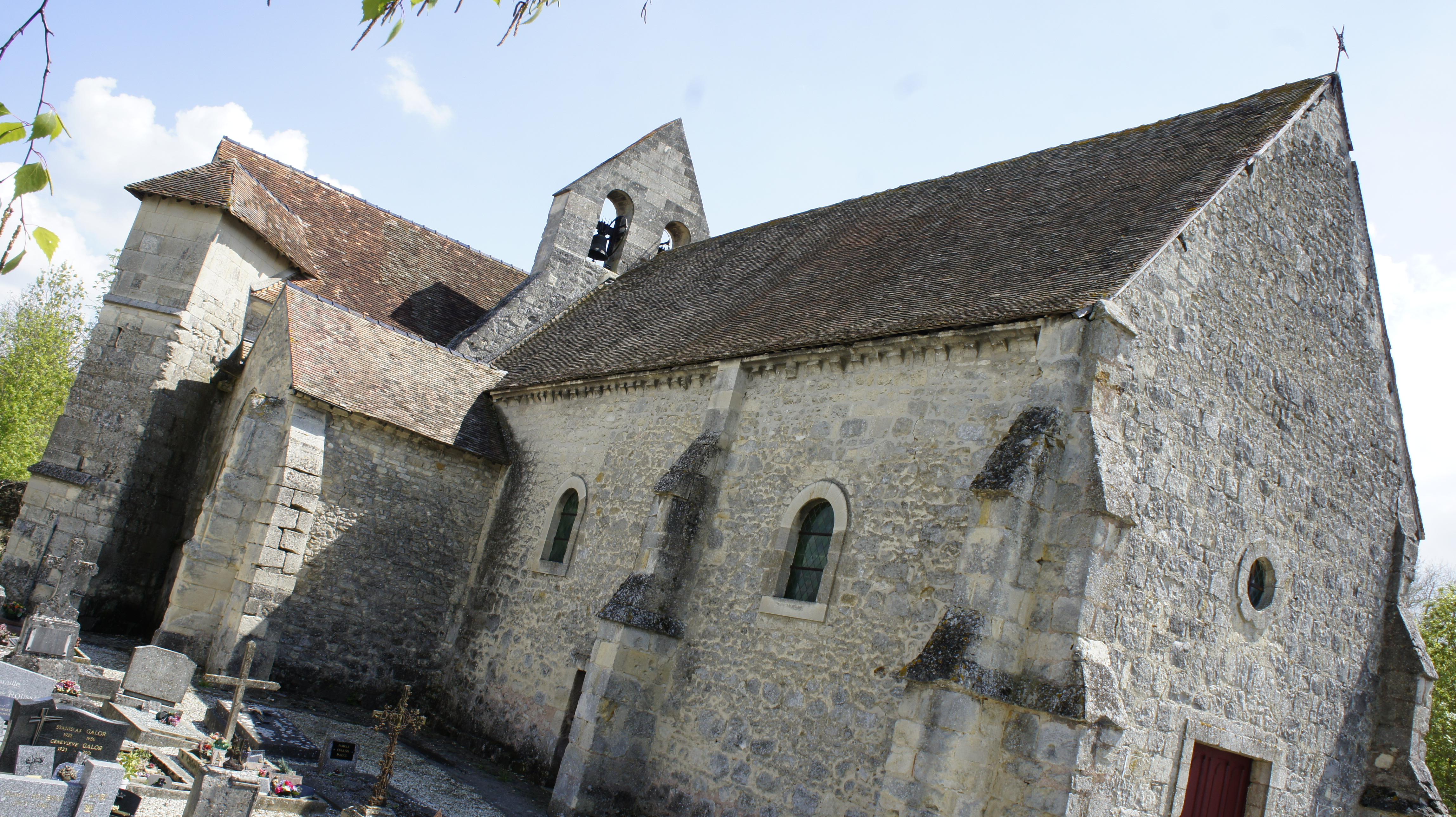
Vue du portail et de la face nord.

Six pierres tombales sont réparties de part et d’autre du transept, appartenant aux seigneurs de Magneux et de Tanières ainsi qu’à leurs épouses ; ces seigneurs sont présents dans le village jusqu'au Premier Empire.
Un beau retable en pierre taillées, datant du XVe siècle, présente dix scènes de la Passion du Christ. Il est classé le 29 juin 1905. Les destructions visibles sur l’ensemble sont imputables au marteau révolutionnaire et aux guerres successives dont fut victime le village.